# Kingscourt
Kingscourt (in irlandese: Dún na Rí  che significa "forte del re") è una cittadina nella contea di Cavan, in Irlanda.